# 草津温泉駅

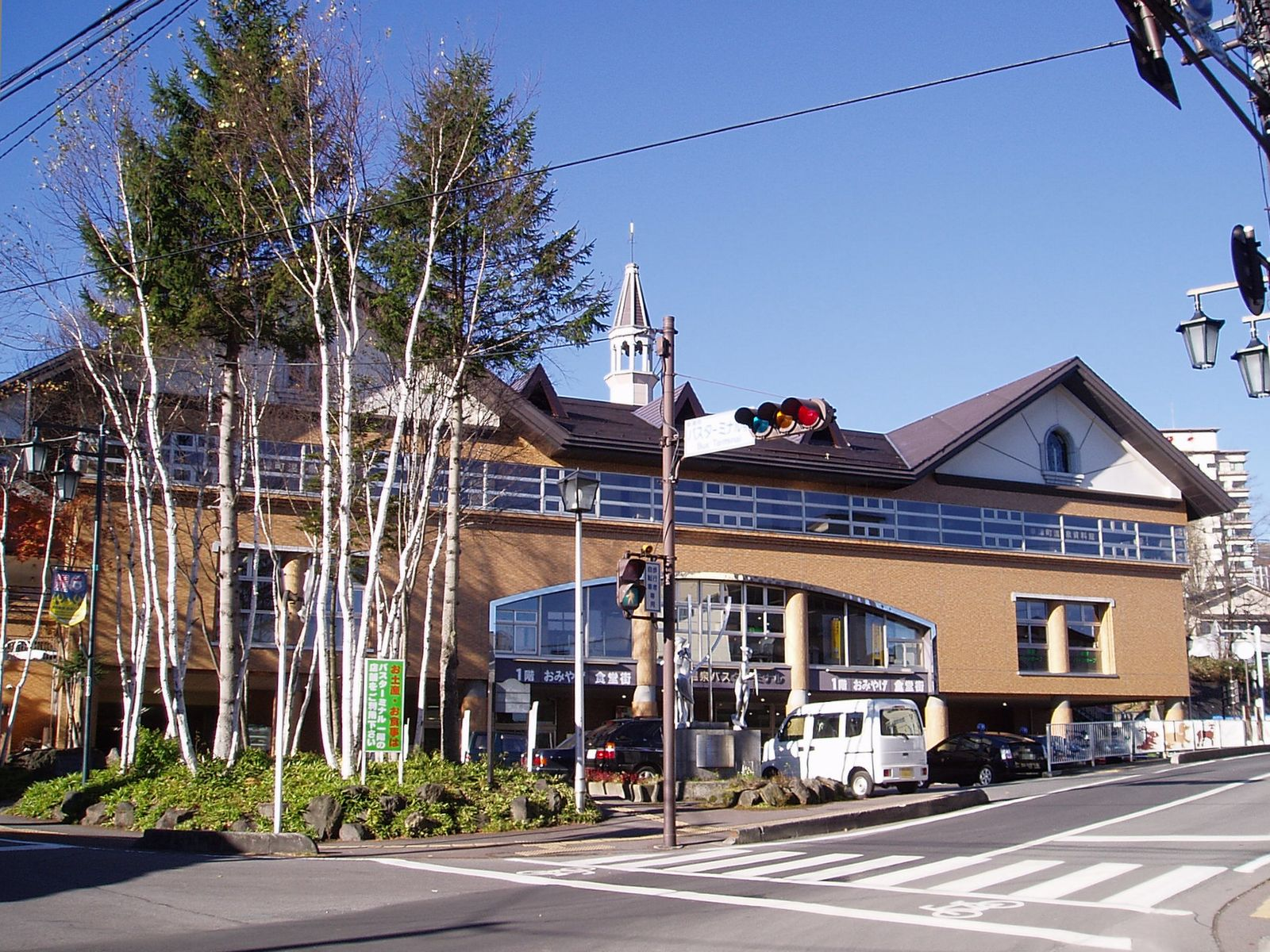
草津温泉駅（草津温泉バスターミナル）

駅前には草津国際音楽アカデミー&フェスティバルを記念したモニュメントも

草津温泉駅（くさつおんせんえき）
- 群馬県吾妻郡草津町にあるバスターミナル。本項にて記述。
- 群馬県吾妻郡草津町にあった草軽電気鉄道の駅。草津温泉駅（草軽電気鉄道）を参照。

草津温泉駅（くさつおんせんえき）または草津温泉バスターミナル（くさつおんせんバスターミナル）は、群馬県吾妻郡草津町草津にあるバスターミナルである。施設管理は草津町の観光施設運営を担う第3セクター「株式会社草津観光公社」が行っている。
国鉄バス志賀草津高原線の自動車駅（バス駅）であったため、「駅」と呼ばれることが多い。本項でも以下、当バスターミナルに関する表記は「駅」で統一する。

## 歴史
- 1935年（昭和10年）12月11日 - 省営自動車上州草津線開業により、上州草津駅として開業[官報 1]。
  - 駅名に旧国名（令制国名）を冠したのは、東海道本線草津駅との混同を避けるためによる。
- 1962年（昭和37年）6月1日 - 駅名を草津温泉に改称。
  - かつて草津町には国鉄バスのほか、草軽電気鉄道（当時）、西武自動車（当時）、上田丸子電鉄（当時）、長野電鉄（当時）の各社が乗り入れていたが、国鉄バス駅のほかは路上の停留所でそれぞれ分散していた。このため、停留所の一元化による乗客の利便性を図るために草津町が中心になってバスターミナルの設置を提起した。1965年1月に設置委員会が発足、同年4月には用地を確保し、草津町との第3セクターである「草津バスターミナル株式会社」が設立されて、国鉄は28.6%出資している。
- 1966年（昭和41年）6月 - 2代目駅舎落成、志賀草津高原線（志賀ルート）の開業と共に営業を開始した。
- 1968年（昭和43年）12月10日 - 国鉄バス駅としては初めてみどりの窓口を設置し、営業開始[1]。
- 1986年（昭和61年） - 3代目駅舎落成、現在使用しているもので、基礎部分は草津町役場と一体になっている。
- 2015年（平成27年）11月3日 - 3階を全面改修し、役場庁舎にあった草津町立図書館を移転、「草津町立温泉図書館」として開館[2]。
- 2025年（令和7年）4月 - 昨年より駅全体を改修していたが、リニューアルオープンとなった。各乗降場にはデジタルサイネージが設置され、エレベーターも新規に設置した。

## 駅構造

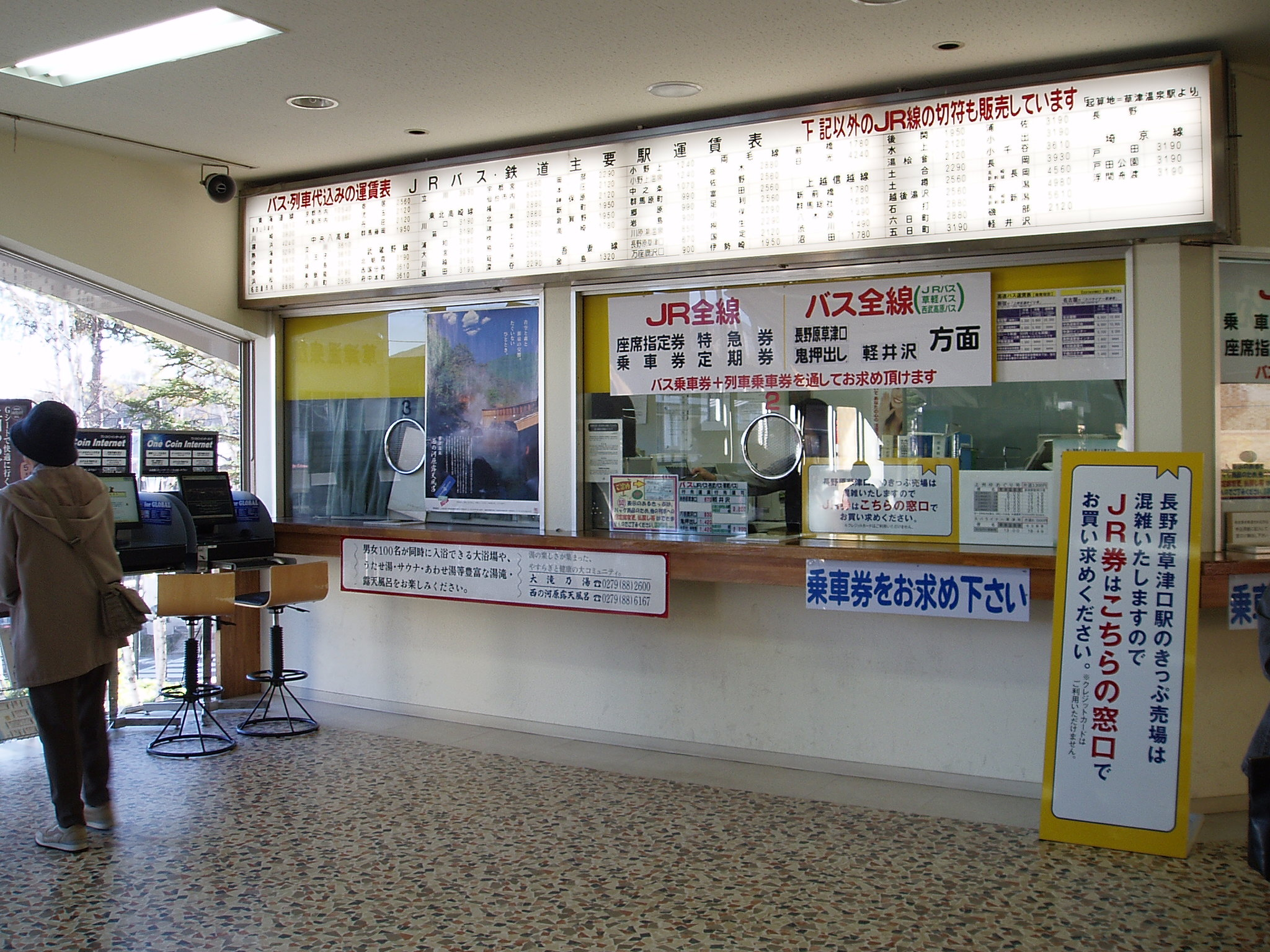
草津温泉駅窓口。上に掲示されている運賃表は全てバス運賃込で表記されている

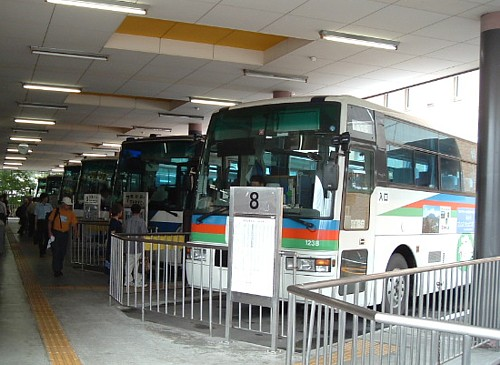
草津温泉駅のバスホーム。シーズンの休日等はバスで埋まる

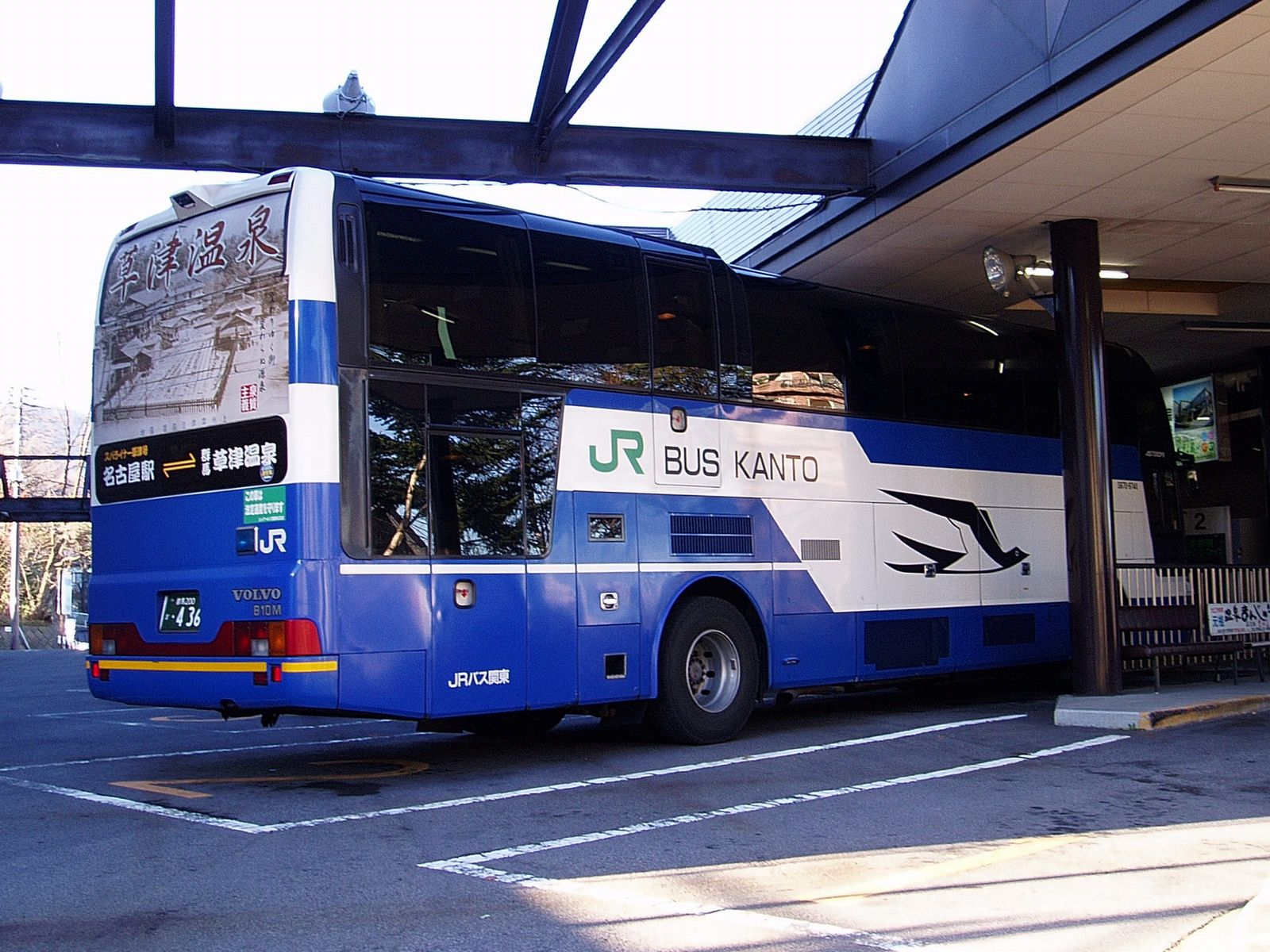
草津温泉駅に到着した「スパライナー草津号」

コンコースは2階にあり、「みどりの窓口」（端末は東日本旅客鉄道（JR東日本）所有）・有料インターネット端末・喫茶コーナーがある。1階には食堂・売店、3階には温泉図書館がある。

### 券売窓口
当駅の「みどりの窓口」では、以前は当駅発で、JRバス関東長野原草津口駅を経由して全国のJR鉄道線各駅までの通し乗車券を購入できたが、2002年に連絡運輸が廃止されたため、長野原草津口駅からの乗車券の発売となる。
ただし、バス乗車時には乗車券を購入してから乗車するよう案内しており（交通系ICカードや回数券を持っている場合はその旨申告すれば乗車可能）、ほとんどの場合は鉄道（JR線）乗車券と同時に当駅から長野原草津口駅までのバス乗車券を購入することになるので、実質的には変わっていない。
かつては窓口上部にはJR主要駅（JR東日本線にとどまらず、JR東海線名古屋市内やJR東海・JR西日本線の大阪市内まで入っている）の運賃が、当駅からのバス運賃を加算した金額で表示されていた。長野原草津口駅はもともと窓口が1つしかなく（現在は、指定席券売機に置き換えられた）、バス到着後に窓口が混雑するため、JR鉄道乗車券については当駅で購入するように案内されている。なお、JR鉄道運賃以外についてはクレジットカードの使用はJR東日本のビューカードも含めて出来ない。
なお、短区間のものを除き、草軽交通と西武観光バス、上田バスの乗車券も発券している。

### 乗り場
バスホーム（当駅では乗り場をこのように案内している）は9番線まであり、頭端式である。臨時便や続行便などが多い場合やバスの遅れなどでバスホームが混雑するときは、発着番線は変更になる。
なお、1番線や9番線は施設の送迎バスや観光貸切バスが一時的に使用する場合がある。当駅の1階には土産物売店もあり、ドライブイン代わりに利用している模様で、貸切バスがバスホームを使用する場合は有料である。
発車時には誘導員の笛で一旦後退してから発車となる。高速バス発車時には発車ベルを鳴らしている。
1番線
- 貸切バスや高速バスの続行便などの発着や待機に利用される。

2・3・4番線
- 主にJRバス関東で長野原草津口駅行きが使用
- 2番線：高速バス「吉祥寺 - 草津温泉線」吉祥寺駅北口行。※関東バス・関越交通

5番線
- 高速バス「上州ゆめぐり号」伊香保温泉・練馬駅（練馬区役所）・バスタ新宿（新宿駅）・東京駅日本橋口行。※JRバス関東
- 高速バス「東京ゆめぐり号」東京駅日本橋口・上野駅入谷口行。※JRバス関東・秩父鉄道観光バス
- 高速バス「渋谷－軽井沢・草津線」渋谷マークシティ（渋谷駅）・二子玉川ライズ・楽天クリムゾンハウス（二子玉川駅）行。※上田バス、京王バス、東急バス
- 高速バス「横浜・新横浜－軽井沢・草津線」たまプラーザ駅・新横浜駅・横浜駅西口行。※上田バス、東急バス、相鉄バス
- 高速バス ｢ゆめぐり川越・大宮号｣ 高崎駅東口・川越駅・大宮駅行。※広栄交通バス（JRバス関東アライアンス）
- 高速バス「Dts line八ッ場・草津温泉号」バスターミナル東京八重洲行。※Dts creation

6番線
- 草軽交通（白根火山線）・JRバス関東：殺生河原・白根火山行き　※冬季運休
- 西武観光バス（浅間白根火山線）：軽井沢駅、万座・鹿沢口駅行き（白根火山、万座温泉経由）
- 高速バス「ゆめぐり埼玉号」熊谷駅南口・行田市駅南口・加須駅北口行。※秩父鉄道観光バス（JRバス関東アライアンス）
- 高速バス「ゆめぐり八王子号」JR八王子駅北口・京王八王子駅行。※群馬バス（JRバス関東アライアンス）・西東京バス
- 長電バス（急行バス）：白根火山・長野駅東口・善光寺[3]行き　※冬季運休

7番線
- 草軽交通（急行草軽線）：北軽井沢経由軽井沢駅行き
- 草軽交通（草軽病院線）：西吾妻福祉病院経由軽井沢駅行き（各駅停車、冬期は北軽井沢行き）
- 西武観光バス（浅間白根火山線）：万座・鹿沢口駅行き、軽井沢駅行き（仙之入経由）

8・9番線
- 主に草津温泉町内巡回バス

## 利用できる路線
一般路線バス
- JRバス関東（長野原支店）
  - 急行 長野原草津口駅行き（志賀草津高原線）
    - 急行は長野原草津口駅までノンストップ

  - 各駅停車 長野原草津口駅行き（志賀草津高原線）
    - 各駅停車の一部は西吾妻福祉病院を経由する

  - 殺生河原・白根火山行き（志賀草津高原線）※冬季運休
- 草軽交通
  - 北軽井沢 経由 軽井沢駅行き（急行草軽線）
  - 白根火山行き（白根火山線。各駅停車）
  - 西吾妻福祉病院・北軽井沢 経由 軽井沢駅行き
- 西武観光バス
  - 白根火山・万座温泉経由 軽井沢駅行き（浅間白根火山線）
  - 仙之入経由 軽井沢駅行き（浅間白根火山線）
- 草津温泉町内巡回バス
  - A巡回 （温泉街周辺）
  - B巡回 （前口方面）
  - C巡回 （南本町・昭和区方面）
- 上田バス
  - 新鹿沢温泉経由 上田駅行き（上田草津線）※季節運行(2024年7月1日より休止中)
- 長電バス
  - 急行バス 志賀高原経由 長野駅東口・善光寺行き ※季節運行

高速路線バス
- JRバス関東（長野原支店）・秩父鉄道観光バス（JRバス関東アライアンス）・群馬バス（JRバス関東アライアンス）・西東京バス・広栄交通バス（JRバス関東アライアンス）「ゆめぐり号」
  - 上州ゆめぐり号 バスタ新宿（新宿駅新南口）行き、東京駅日本橋口行き
    - 草津温泉からの乗車は、練馬駅（練馬区役所前）、中野坂上と終点のバスタ新宿（新宿駅新南口）のみ降車可能。
    - 途中乗車予定の予約分を除く空席が直前にあった場合に限り、伊香保温泉までの利用も可能。

  - 東京ゆめぐり号 東京駅日本橋口行き、上野駅入谷口行き
    - 新宿駅を経由しない東京駅直行便[広報 1]。下り便は東京駅八重洲南口発。

  - ゆめぐり埼玉号 熊谷駅南口・行田市駅南口・加須駅北口行き ※ 2024年1月20日運行開始[4]
  - ゆめぐり八王子号 八王子駅・京王八王子駅行き
  - ゆめぐり川越・大宮号 高崎駅・川越駅・大宮駅行き
- 上田バス・京王バス・東急トランセ
  - 渋谷マークシティ（渋谷駅）・二子玉川ライズ・楽天クリムゾンハウス（二子玉川駅）行き
- 上田バス・東急バス・相鉄バス
  - たまプラーザ駅・新横浜駅・横浜駅行き
- Dts creation Dts line八ッ場・草津温泉号
  - ふかや花園駅(一部)・池袋サンシャインバスターミナル・バスターミナル東京八重洲行き
- 千曲バス
  - 玉川上水駅・立川駅北口行き
- 関越交通・関東バス
  - 吉祥寺駅北口[5]行き

## 廃止された路線
- 関越交通（2008年7月18日 - 2009年9月30日まで運行）
  - 伊香保・草津温泉号（東雲車庫・東京駅八重洲口 - 伊香保温泉・草津温泉）
  - 上毛高原駅 - 草津温泉バスターミナル線
- JRバス関東（長野原支店） （2004年7月1日 - 2007年9月30日まで運行）
  - スパライナー草津号（名古屋駅 - 万座・鹿沢口 - 草津温泉）

## 特記事項
- 1985年（昭和60年）まで使用していた旧草津温泉駅では、改札ラッチまであり、バス便ごとに改札を行うなど、現在よりもさらに鉄道駅に近かった[6]。
- 2002年まで、志賀草津高原線はJR鉄道線全社全駅との連絡運輸が設定されていた。マルスにも当駅の電報略号が存在し、「シカクサ」となっていた。カナコードは現在も高速バス発券用に存置されているが、券面表記は「草津温泉」から「草津温泉バスターミナル」に変更されている。
- 過去には「DISCOVER JAPAN」、「わたしの旅スタンプ」などの駅スタンプが置かれていた。
- バス車内等で配布している志賀草津高原線の時刻表には、当駅の出発・到着番線まで明記されている。
- 草津温泉の旅館の送迎バスなどで「駅まで迎えに行く」という場合、長野原草津口駅ではなく当駅のことである。
- FREESPOTが設置されており、無線LANでインターネットを楽しむことができる。

北緯36度37分15秒 東経138度35分47.2秒 / 北緯36.62083度 東経138.596444度座標: 北緯36度37分15秒 東経138度35分47.2秒 / 北緯36.62083度 東経138.596444度

## 草津温泉駅（草軽電気鉄道）
草津温泉駅（くさつおんせんえき）は、かつて群馬県吾妻郡草津町にあった草軽電気鉄道の駅（廃駅）である。現行の草津温泉バスターミナルから400 mほど南に位置していた。

### 歴史
- 1926年（大正15年）9月19日：草津電気鉄道の草津前口駅 - 草津温泉駅間延伸開業に伴い終着駅として開設[官報 2][7]。
- 1939年（昭和14年）4月28日：草軽電気鉄道に社名変更。同社の駅となる。
- 1962年（昭和37年）2月1日：上州三原駅 - 草津温泉駅間廃止に伴い廃駅[7]。

### 駅跡
当駅跡地は浅間台公園という公園となり、園内には当駅があったことを示す記念碑が建っており、その下には当時のレールが残されている。

### 隣の駅
草軽電気鉄道
草軽電気鉄道線
谷所駅 - 草津温泉駅

#### 官報
1. ↑  「鉄道省告示第573号」『官報』1935年12月9日（国立国会図書館デジタルコレクション）
2. ↑  「地方鉄道運輸開始」『官報』1926年9月27日 - 国立国会図書館デジタルコレクション

#### 広報資料・プレスリリースなど一次資料
1. ↑  草津温泉への直行便を東京駅から定期運行致します（ジェイアールバス関東）